# Мосул (еялет)
36°20′ пн. ш. 43°08′ сх. д. / 36.34° пн. ш. 43.13° сх. д.
Мосульський еялет або Мосульський пашалик (осман. ایالت موصل) — адміністративно-територіальна одиниця Османської імперії. Існував у 1535—1864 роках з площею 20,280 км². Утворився після встановлення влади османів в Іраку. У 1726—1834 роках став напівнезалежним володінням династії Джалілі. У 1864 році в рамках реформи приєднано до Багдадського вілайєту. У 1878 році виокремлено у самостійний вілайєт.

## Історія
У 1514 році внаслідок перемоги османського війська над персами у Чалдиранській битві північно-західний Ірак з Мосулом було приєднано до Османської імперії. Він став частиною вілайєту Аль ал-Даула. У 1526 році підвищено до статусу санджаку у складі еялет Діярбекір.
У 1534 році війська султана Сулеймана I зайняли Багдад та більшу частину Іраку. В результаті Мосул втратив значення прикордонної фортеці. У 1535 році перетворено на Мосульське бейлербейство, а у 1591 році в рамках загальної реформи — на еялет.
Послаблення імперії на початку XVII ст. призвело до відновлення загрози з боку Персії. Мосул декілька разів витримував облогу. В результаті землі еялету постійно грабувалися як османськими, так й перськими військами. Лише у 1639 році за умовами Зухабської угоди Мосул остаточно було визнано за Османами.
З кінця XVIII криза, спричинена поразкою імперії у війні зі Священною лігою, що завершилася 1699 року Карловицьким договором, призвела до значної кризи, яка в свою чергу посилила місцевий сепаратизм. Цим скористався місцевий рід Джалілі, що став фактичним володарем Мосульського еялету. Джалілі зуміли відбити спроби багададських пашів, що також стали фактично незалежними, захопити Мосул. У 1740-х роках паші Мосула відбили спроби Надир Шаха, правителя Персії, підкорити регіон. Внаслідок цих успіхів авторитет правителів значно зріс. Вони лише номінально визнавали владу султанів.
Правління династії Джалілі в Мосулі тривало до 1834 року, коли султан Махмуд II, провівши реформи, зміцнив державу. В рамках політики консолідації султанські війська у 1831 році відновили владу над Багдадом і Басрою. За цих умов спротив Мосула був марним. Тому 1834 року в Мосулі відновлено султанську владу. У 1864 році в рамках загальної адміністративно-територіальної реформи було ліквідовано Мосульський еялет, землі якого доєднано до Багдадського вілайєту.

## Адміністрація
Складався з 4 лівасів (на кшталт санджаків): Хару, Ескі-Мосул, Текріт, Бачванли. Дохід бейлербея (паші) становив 680 тис. акче, санджакбеїв коливався від 200 тис. до 280 тис. акче. також нараховувалося 274 зеаметів та тімарів.